# Cerros Colorados

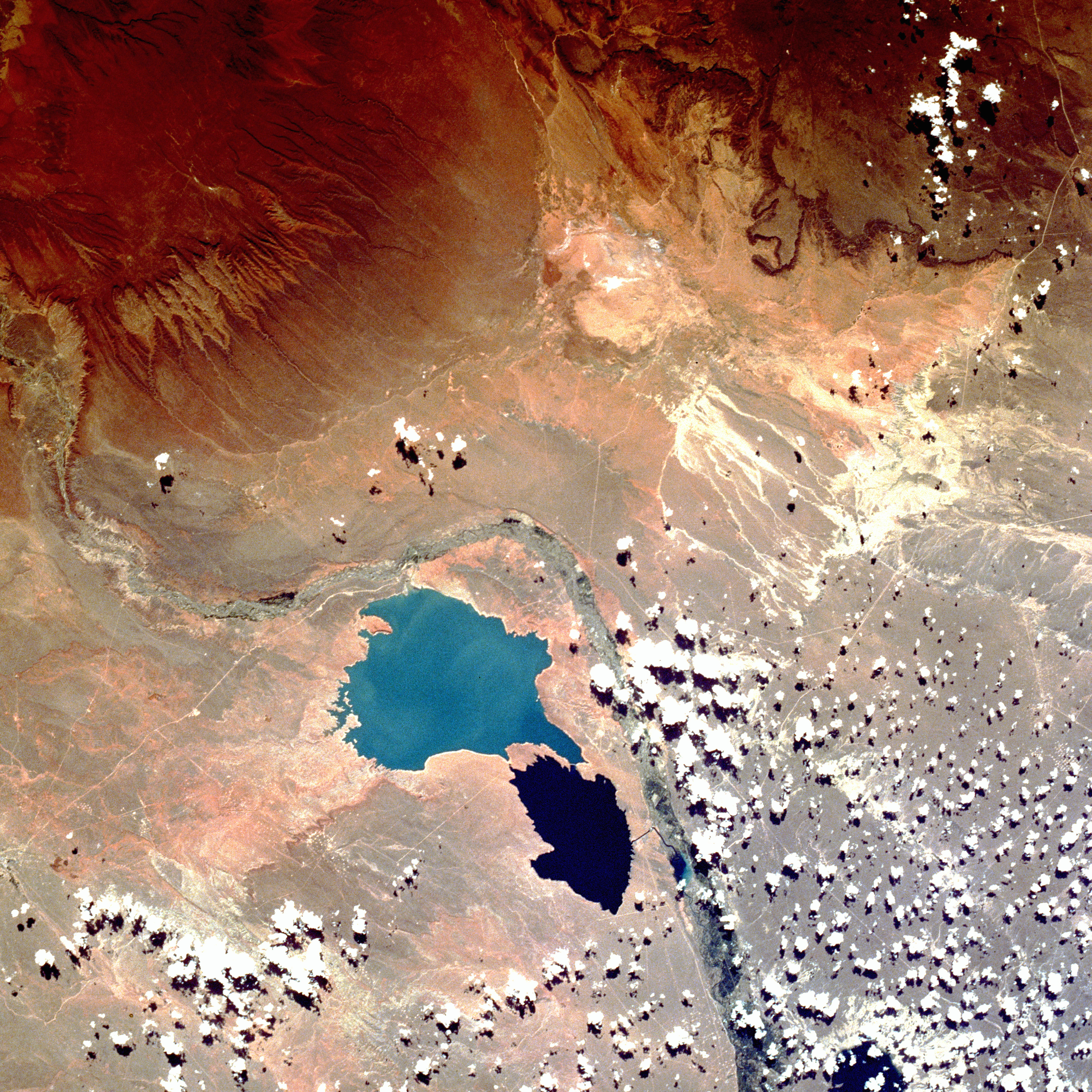
Vue prise par satellite

Cerros Colorados est un complexe hydroélectrique situé dans la province argentine de Neuquén en Patagonie septentrionale et qui utilise les eaux du río Neuquén.

## Définition
C'est un groupe ou complexe d'ouvrages destiné à gérer les ressources en eau du río Neuquén afin de contrôler ses crues, générer des surfaces d'irrigation et fournir de l'énergie électrique. Il est situé à quelque 60 km en amont du confluent de la rivière avec le río Limay, endroit où se forme le río Negro, ainsi que la ville de Neuquén, capitale de la province et centre nerveux principal de toute la région du Comahue.
Une importante et très originale caractéristique de cet aménagement est qu'il utilise 
la topographie de la steppe semi-désertique du Neuquén pour y créer deux réservoirs capables de contenir les crues annuelles de la rivière sans inonder la très fertile vallée originelle. 

## Description des ouvrages
Pour cela on a construit un premier barrage dans la vallée originelle de la rivière. Ce barrage appelé barrage de Portezuelo Grande, retient les eaux et les dévie vers une dépression très proche au sud du bassin, hors de la vallée originelle. Dans cette dépression s'est formé ainsi le lac Los Barreales. Seule une partie de l'eau continue son cours dans le lit d'origine, suffisante pour l'irrigation et l'usage local.
Après le lac Los Barreales, l'eau passe dans un deuxième lac artificiel, le lac Mari Menuco. Les deux lacs sont séparés par un nouveau barrage appelé presa de Loma de la Lata. Le niveau des deux lacs est quasi le même. Le barrage intermédiaire de Loma de la Lata a été exécuté uniquement pour optimiser la gestion de l'eau. 
Le lac Los Barreales accumule l'eau pendant les crues (printemps puis été dans cette région). Puis, pendant les étiages d’automne et d'hiver, il va restituer cette eau stockée. Le niveau du lac Mari Menuco est ainsi maintenu plus ou moins constant. 
Enfin le lac Mari Menuco déverse un débit bien régulier vers la vallée originelle, dans le cours inférieur de la rivière, au travers de la centrale hydroélectrique de Planicie Banderita. Celle-ci utilise une hauteur de chute de quelque 70 m. Elle a une puissance installée de 479 MW (mégawatts) soit 479 000 kW (kilowatts).
Dernier ouvrage de cette chaîne, le barrage d'El Chañar a été édifié dans le bassin originel du río Neuquén. De faible contenance il a pour objectif de régulariser le débit du cours de la rivière face aux oscillations horaires de l'utilisation de l'eau par l'usine de Planicie Banderita. Il est donc son bassin de compensation.
Les travaux, initiés en 1969 furent terminés en 1980. Depuis 1993 la centrale est concédée à l'entreprise Duke Energy Argentina.

## Productibilité et production
La centrale ou usine hydroélectrique de Planicie Banderita a une puissance installée de 479 MW (mégawatts), soit 479 000 kW (kilowatts).
Le complexe de Cerros Colorados génère ainsi annuellement une quantité d'énergie de 1 512 GWh soit un milliard cinq cent douze millions de kilowattheures.
La retenue de Los Barreales a un volume actif d'opération de 3,997 km³, et celui de Mari Menuco 0,346 km³.